# Монастероло ди Савиляно
Монастѐроло ди Савиля̀но (на италиански: Monasterolo di Savigliano; на пиемонтски: Montastireu, Монастиреу) е село и община в Северна Италия, провинция Кунео, регион Пиемонт. Разположено е на 291 m надморска височина. Населението на общината е 1357 души (към 2010 г.).